# Macrobrachium dienbienphuense
Macrobrachium dienbienphuense — вид прісноводних креветок родини креветових (Palaemonidae).

## Поширення
Поширений в Південно-Східній Азії від півдня Китаю до Малайзії.

## Спосіб життя
Живе у річках. Може пересуватися по суші, щоб оминути різні бар'єри (пороги, дамби). В цей час креветка дуже вразлива до хижаків.